# Corte Suprema de Justicia (Ecuador)
La Corte Suprema de Justicia (CSJ) fue el máximo tribunal de la Función Judicial en el Ecuador, desde 1835 hasta el 2008. Tenía competencia sobre todo el territorio nacional y actuaba como corte de casación, a través de sus salas especializadas. Además ejercía todas las demás atribuciones que le señalaba la Constitución y las leyes. Su sede se encontraba en la ciudad de Quito. 
Estaba integrada por 31 miembros denominados Magistrados y conformada por diez salas especializadas por materias: tres en lo penal, tres en lo civil y mercantil, dos en lo laboral y social, una en lo contencioso-administrativo y una en lo fiscal.
A partir de la entrada en vigencia de la Constitución de 2008, fue reemplazada por Corte Nacional de Justicia.

## Historia

### Creación
En 1830 el Distrito del Sur de la Gran Colombia se separó de la unión y se creó el Estado de Ecuador. La nación ecuatoriana durante sus cinco primeros años, estuvo gobernada por el general Juan José Flores y regida por la i constitución nacional de 1830. La constitución de 1830 había establecido la estructura del poder judicial en una corte de nivel nacional, las cortes de apelación a nivel departamental, y los demás tribunales y juzgados de primer nivel. La corte de mayor jerarquía se denominaba: Alta Corte de Justicia.
Luego del primer período presidencial de Juan José Flores, en 1835 le sucedió en el cargo el doctor Vicente Rocafuerte, quien propuso crear un nuevo texto constitucional a través de una convención nacional que se reunió en la ciudad de Ambato, siendo presidida por José Joaquín de Olmedo. Con la promulgación de la ii constitución ecuatoriana de 1835, se reestructuró el poder judicial creando distritos judiciales en los cuales estableció las cortes de apelación, y a nivel jerárquico nacional se reemplazó la Alta Corte de Justicia por la Corte Suprema de Justicia.